# Кунжут индийский
Кунжу́т индийский, или Кунжут обыкновенный, или Кунжут восточный (лат. Sésamum índicum) — вид однолетних травянистых растений рода Кунжут (Sesamum) семейства Педалиевые (Pedaliaceae). Одна из древнейших масличных культур. Семена широко используются в кулинарии.

## Ботаническое описание
Однолетнее травянистое растение.

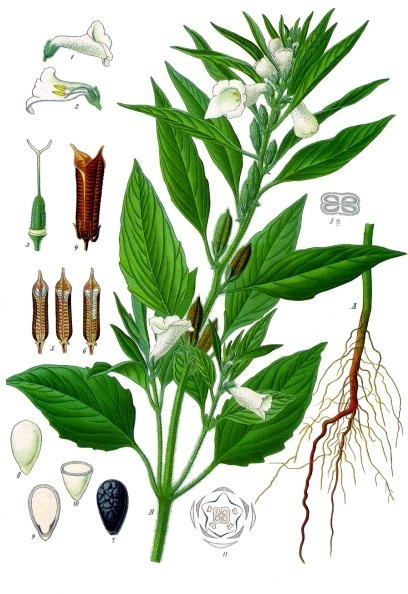

Нижние листья супротивные, остальные очерёдные.
Цветки в пазухах листьев, венчик трубчатый, слегка неправильный, желтоватый разных оттенков, встречаются формы с голубоватыми или пурпурными цветками; тычинок четыре, из которых две длиннее остальных. Цветёт в июне — июле, плодоносит в августе — сентябре.
Плод — удлинённая четырёх- или восьмигранная коробочка с многочисленными семенами. Основание коробочки круглое, верхушка коническая, длина в среднем 3,5 см.

## Химический состав
Процент содержания масла в семенах кунжута очень высок. В зависимости от района возделывания и сорта они содержат до 60 % жирного масла, до 20 % белка и до 16 % растворимых углеводов.
Из антиоксидантов наиболее важны гамма-токоферолы (витамин E) и уникальные для этого растения лигнаны (сезамин, сезамолин). Последние, судя по опытам на грызунах, препятствуют развитию жировой дистрофии печени, нормализуют липидный обмен в организме, удлиняют антиоксидантное действие витамина E и замедляют старение.
По содержанию кальция кунжут превосходит большинство пищевых продуктов, даже многие сорта сыра. В 100 г неочищенных семян кунжута содержится в среднем 975 мг кальция. По этой причине в системе сыроедения кунжут рассматривается как один из основных продуктов, поставляющих в организм кальций. Однако в очищенных от оболочки семенах, которые главным образом и продаются в розницу, содержание кальция более чем в 10 раз ниже — всего 60 мг на 100 г.
Полноценному усвоению кальция, железа и некоторых других микроэлементов препятствуют оксалаты и фитиновая кислота, содержание которой в семенах кунжута одно из самых высоких. Несколько снизить содержание антипитательных веществ позволяет лёгкое прокаливание семян на сковороде.

## Производство
Благодаря длинной корневой системе (корни уходят в почву на глубину до метра), кунжут принадлежит к числу наименее прихотливых масличных культур и даёт хороший урожай в весьма засушливых условиях.
В 2010 году в мире было собрано 3,84 млн тонн кунжутного семени, в 2016 году уже 6,11 млн тонн. Крупнейшие производители — Танзания, Мьянма, Индия и Китай. Крупнейшие экспортёры кунжута — Индия и Эфиопия, крупнейший импортёр — Япония.
В Китае и Юго-Восточной Азии предпочитают черносемянный кунжут, который возделывается, как правило, на возвышенных местах, а не на низменностях. В остальных частях света преобладает белосемянный кунжут.
Для улучшения вкусовых свойств семян перед продажей они, как правило, вымачиваются в особом рассоле с целью растворения плотно прилегающей к ядру оболочки. Очищенные семена белосемянных сортов кунжута визуально мало отличаются от цельных, однако они заметно уступают цельным семенам по содержанию витаминов и микроэлементов.
При нарушении условий сушки и хранения кунжута у семян появляется неприятная прогорклость. Некондиционные по цвету и/или запаху семена составляют заметную часть мирового урожая и реализуются, как правило, со скидкой.
Приблизительно 65 % урожая направляется на производство кунжутного масла. Образующийся в маслобойном производстве кунжутный жмых обладает высоким содержанием белка и считается ценным высококалорийным кормом для скота.
| Мировое производство кунжута по годам (тыс. тонн) | Мировое производство кунжута по годам (тыс. тонн) |
| ------------------------------------------------- | ------------------------------------------------- |
| 1965                                              | 1 564                                             |
| 1970                                              | 2 002                                             |
| 1975                                              | 1 710                                             |
| 1980                                              | 1 733                                             |
| 1985                                              | 2 309                                             |
| 1990                                              | 2 378                                             |
| 1995                                              | 2 532                                             |
| 2000                                              | 2 788                                             |
| 2005                                              | 3 431                                             |
| 2006                                              | 3 673                                             |
| 2007                                              | 3 646                                             |
| 2008                                              | 3 827                                             |
| 2009                                              | 3 865                                             |
| 2013                                              | 6 006                                             |
| 2016                                              | 6 112                                             |

| Ведущие страны-производители кунжута (более 50 тыс. тонн на 2016 год) | Ведущие страны-производители кунжута (более 50 тыс. тонн на 2016 год) | Ведущие страны-производители кунжута (более 50 тыс. тонн на 2016 год) | Ведущие страны-производители кунжута (более 50 тыс. тонн на 2016 год) | Ведущие страны-производители кунжута (более 50 тыс. тонн на 2016 год) | Ведущие страны-производители кунжута (более 50 тыс. тонн на 2016 год) |
| Страна                                                                | 1985                                                                  | 1995                                                                  | 2005                                                                  | 2009                                                                  | 2016                                                                  |
| --------------------------------------------------------------------- | --------------------------------------------------------------------- | --------------------------------------------------------------------- | --------------------------------------------------------------------- | --------------------------------------------------------------------- | --------------------------------------------------------------------- |
| Танзания                                                              | 24                                                                    | 31                                                                    | 103                                                                   | 90                                                                    | 940                                                                   |
| Мьянма                                                                | 253                                                                   | 304                                                                   | 504                                                                   | 867                                                                   | 813                                                                   |
| Индия                                                                 | 501                                                                   | 531                                                                   | 641                                                                   | 657                                                                   | 798                                                                   |
| Китай                                                                 | 692                                                                   | 583                                                                   | 626                                                                   | 623                                                                   | 648                                                                   |
| Судан                                                                 | 134                                                                   | 313                                                                   | 277                                                                   | 318                                                                   | 525                                                                   |
| Нигерия                                                               | 35                                                                    | 60                                                                    | 100                                                                   | 110                                                                   | 461                                                                   |
| Эфиопия                                                               | н/д                                                                   | 23                                                                    | 149                                                                   | 260                                                                   | 268                                                                   |
| Южный Судан                                                           |                                                                       |                                                                       |                                                                       |                                                                       | 202                                                                   |
| Буркина-Фасо                                                          | 7                                                                     | 8                                                                     | 25                                                                    | 56                                                                    | 230                                                                   |
| Чад                                                                   | 12                                                                    | 10                                                                    | 26                                                                    | 61                                                                    | 170                                                                   |
| Уганда                                                                | 33                                                                    | 71                                                                    | 161                                                                   | 178                                                                   | 130                                                                   |
| Нигер                                                                 | 0.5                                                                   | 2                                                                     | 40                                                                    | 76                                                                    | 67                                                                    |
| Мозамбик                                                              | 2                                                                     | 2                                                                     | 20                                                                    | 43                                                                    | 60                                                                    |
| Мексика                                                               | 75                                                                    | 21                                                                    | 20                                                                    | 29                                                                    | 59                                                                    |
| Гватемала                                                             | 27                                                                    | 33                                                                    | 44                                                                    | 38                                                                    | 56                                                                    |
| Иран                                                                  | 15                                                                    | 20                                                                    | 37                                                                    | 51                                                                    | 56                                                                    |
| Источник: Продовольственная и сельскохозяйственная организация ООН    |                                                                       |                                                                       |                                                                       |                                                                       |                                                                       |

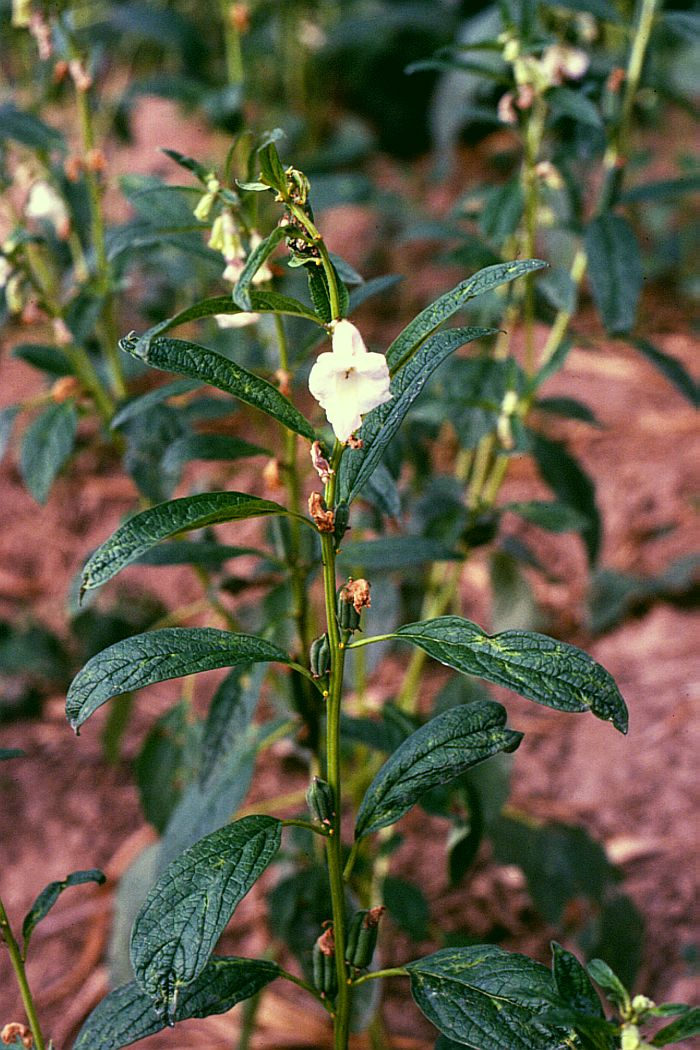
Общий вид
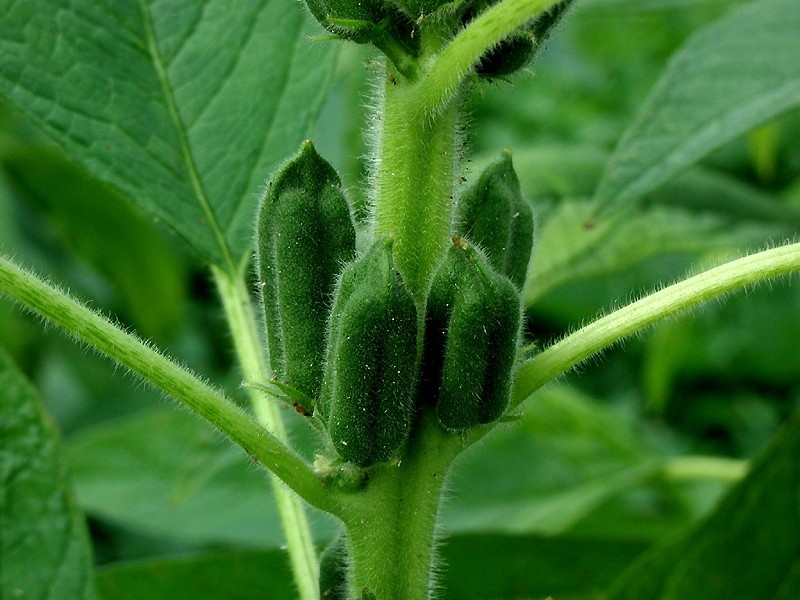
Листья и плод
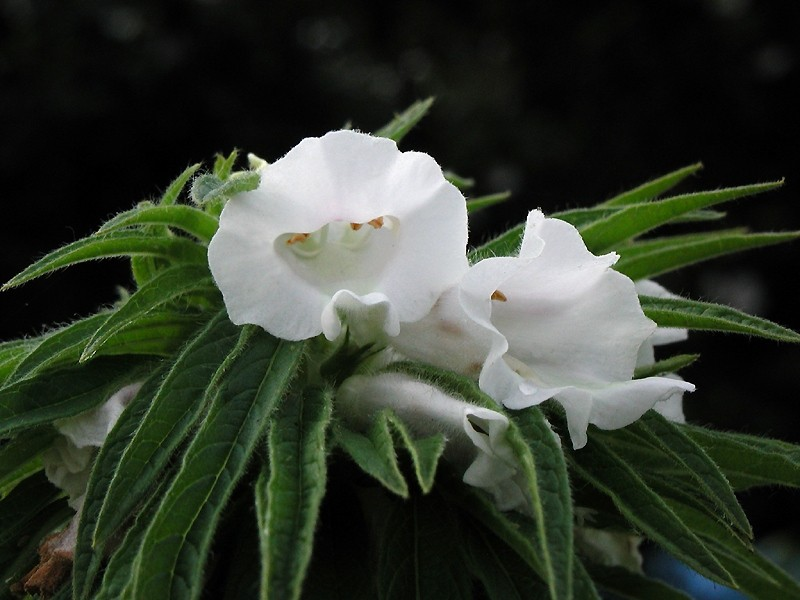
Цветки
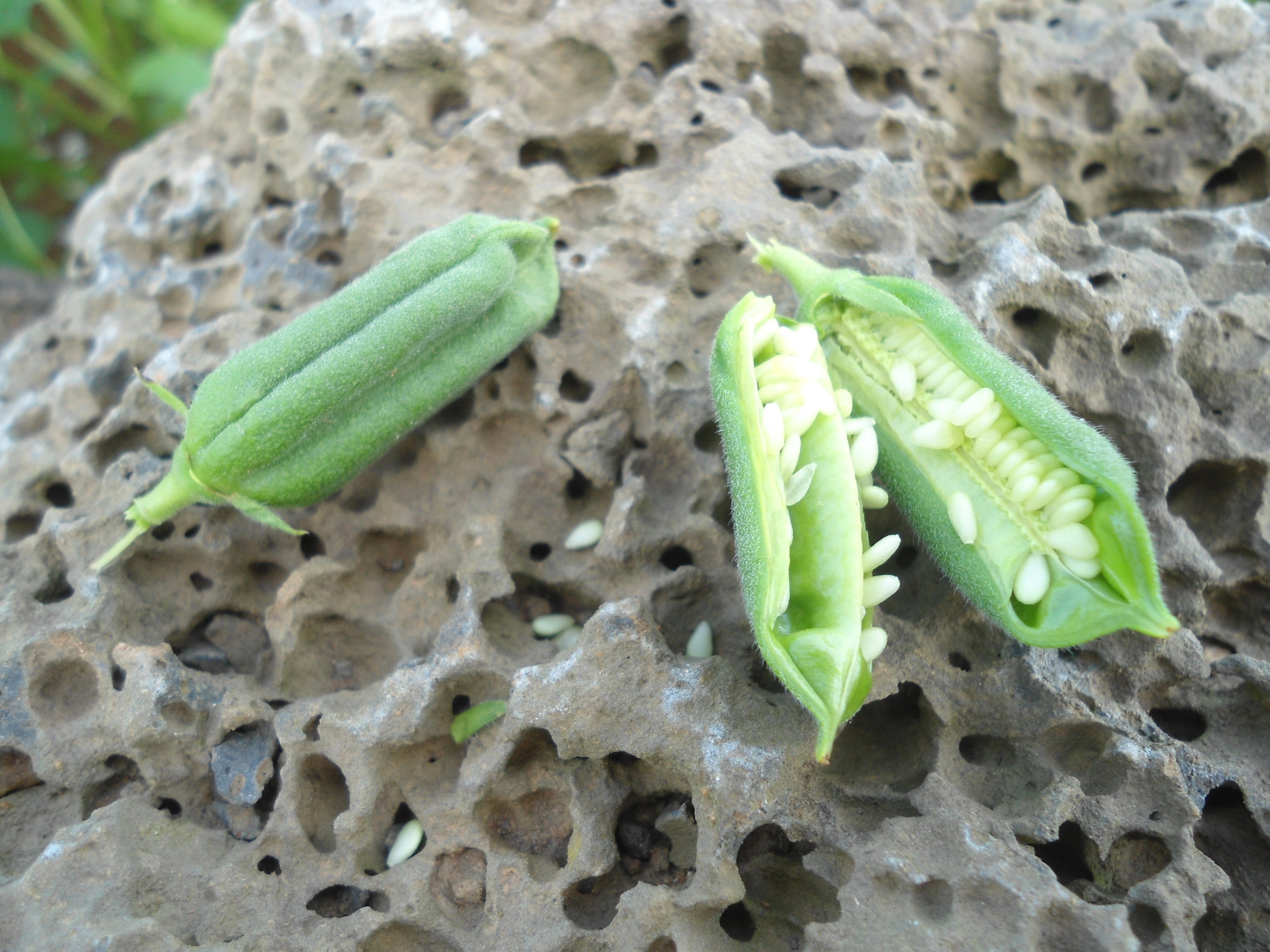
Плоды с семенами

## История возделывания
Разведение кунжута индийского началось в Азии за несколько тысяч лет до нашей эры. В диком виде это растение произрастает в Индии. Родственные виды встречаются главным образом в Африке южнее Сахары.

Кунжут упоминается в хозяйственных документах Вавилонии, Ассирии, Урарту, Нового Египетского царства. Растение идеально подходит к засушливым условиям Ближнего Востока, оно способно приносить неплохой урожай даже по краям пустынь. На территории «Плодородного полумесяца» археологами обнаружены древние маслобойни для отжима кунжутного масла. 

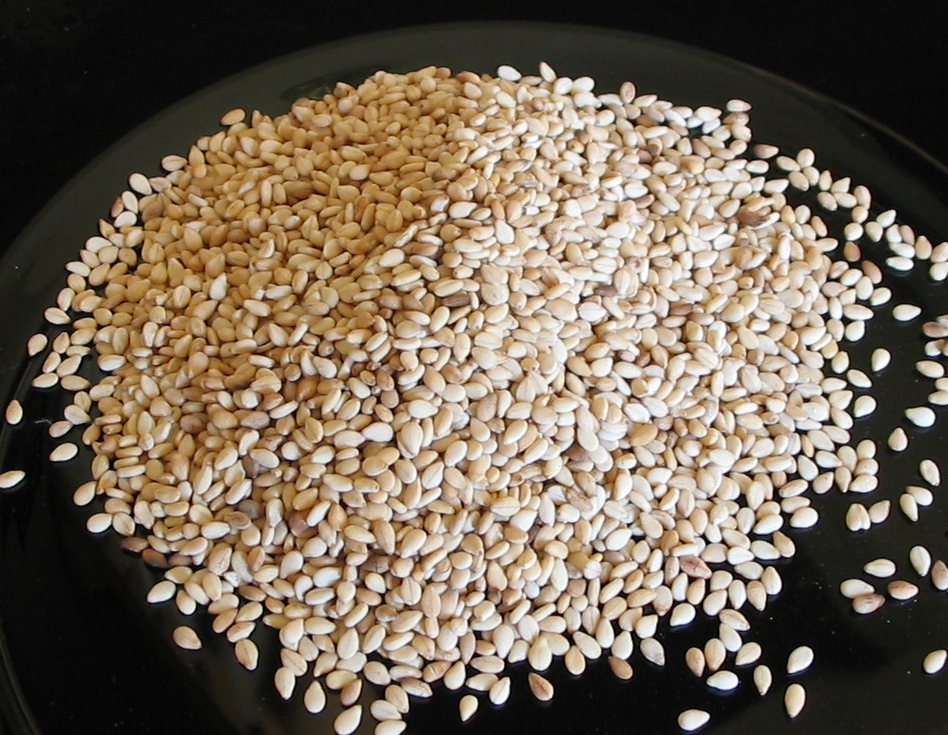
Семена кунжута

Арабское название кунжута — симсим — известно благодаря выражению «Симсим, откройся!» из восточной сказки про Али-Бабу. Из одного из семитских языков позаимствовали название этого растения греки; уже Геродот называл его сезамом. Различные формы этого слова перешли в большинство современных языков Европы.

## Значение и применение
Семена кунжута используются как для производства масла, так и для обсыпки мучных изделий (булки, выпечка) и в качестве приправы. Из слегка прокалённого кунжута производят восточные сладости – тахинную халву и козинаки. Особенно интенсивным вкусом обладают жареные семена.
В арабской кухне распространена паста на основе молотого кунжута – тахини (тахина, тхина, тахин). Это один из основных ингредиентов хумуса, наряду с варёным нутом.
Кунжут является компонентом многих дальневосточных блюд. В китайской кухне им обсыпают кунжутные шарики, в японской кухне из кунжута готовят приправу гомасио. Сезамовое масло широко используется и в корейской кухне (например, для приготовления чапче).
Кунжутное семя отличается от других съедобных семян крайне мелкими размерами. Для усвоения содержащихся в семенах питательных веществ их рекомендуется размалывать непосредственно перед употреблением (молотый кунжут быстро прогоркает).
Измельчение предварительно замоченных семян в блендере с водой (в соотношении 1:5) позволяет получить богатый кальцием аналог миндального молока. Для сладости достаточно добавить в блендер несколько фиников.
У гиперчувствительных людей употребление кунжута в пищу вызывает аллергические реакции чаще, чем употребление других съедобных семян.
|                                                              |  |                            |  |                            |
| Симит, греческое и турецкое хлебобулочное изделие с кунжутом |  | Хлебные палочки с кунжутом |  | Китайские кунжутные шарики |